# 아편 전쟁
아편전쟁(阿片戰爭, 영어: Opium Wars)은 19세기 중반에 대영 제국이 청나라와의 무역에서 우위를 점하기 위하여 값싼 인도산 아편을 밀수하였고, 이 결과로 벌어진 일련의 전쟁을 말한다.
흔히 대영제국이 청나라에 아편을 밀수하기 전까지는 중국이 아편에 무지한 것으로 알려져있지만, 아편은 명나라시대부터 황실, 귀족, 관료들이 즐기고 있었다. 이미 청나라 최전성기인 옹정제 시대에 일반인들이 아편을 흡연하는 것을 금지시키기도 했었다. 대영제국은 저렴한 인도산 아편으로 중국 아편가격을 폭락시켜, 사회최하층까지 아편에 손을 대게 함으로써 사회기반 자체를 무너뜨려 버렸다.
이에 청나라 도광제는 임칙서를 광동성에 파견하여 아편문제를 해결하려고 하였으나, 제1차 아편전쟁이 일어나며 영국에 참패하였다. 제2차 아편전쟁은 영국, 프랑스, 러시아가 참전하여 수도 베이징까지 약탈유린당했다. 아편전쟁에서 청나라가 완패함으로써 중화사상은 뿌리째 흔들리게 되었다. 이후, 본격적으로 서양의 세력이 동양으로 점점 진출하는 서세동점(西勢東漸)의 시대가 개막된다.

## 아편전쟁의 배경

### 중국 아편의 역사
중국의 아편은 당나라 시대에 아랍에서 들어와서 약으로 사용되기 시작했다. 그러나 명나라 시대가 되면서, 아편이 문제가 되기 시작한다.
명나라 9대 황제 효종(1487~1505) 때는, 아편이 황실과 귀족들 사이에서 성욕을 일으키는 미약(媚藥)으로 사용되기 시작했다. 이는 명나라 시대의 방중술과 육보단 등으로, 성을 기교 측면에서 주로 연구하고 탐닉한 결과였다. 이후 황실과 상류층에서 아편은 회춘약과 미약으로 유행하였다. 실제로 명나라 만력제의 유골에서는 아편의 주성분인 모르핀이 다량 검출되었다. 만력제 때인 1572년에는 마카오가 금, 은, 도자기과 함께 아편을 무역할 수 있도록, 중앙 조정에서 승인까지 해주었다.

### 청나라 시대의 아편
청나라 초기에는 여전히 아편이 명나라처럼 황실과 상류계층에서만 유행하였다. 그래서 아편은 부와 교양의 상징처럼 여겨졌다.
16세기에 담배가 도입되면서 무엇을 피우는 문화가 중국에 도입 된다. 17세기가 되면 담배는 중국 노동자들에게 보급될 만큼 일반화되기 시작한다. 이러한 시점에서 청나라 내에서의 아편 경작 면적은 점점 늘어나서, 아편의 가격이 떨어지기 시작했다. 이에 선망의 대상인 아편은 사회각계로 퍼져나가기 시작했다. 청나라는 이미 옹정제 때 아편의 폐해를 알고, 일반인들이 아편을 흡연하지 못하게 금지시키기도 했었다.

### 영국의 무역 적자
처음에 영국은 산업혁명으로 발명한 방직기계에서 생산한 면직물을 청나라에 판매하였다. 그러나 엄청난 인구를 가진 청나라였기에, 그들이 가내수공업으로 생산한 면직물이 영국산 기계 면직물보다 오히려 저렴했다. 그리고 영국의 일반가정은 월수입의 5%를 차 구매에 사용했는데, 영국과 청나라의 무역 규모의 90%를 차가 차지하면서, 영국의 적자는 늘어갔고 막대한 영국의 은이 청나라로 유입되었다.
이에 영국은 무역적자를 타개할 목적으로, 값싼 인도산 아편을 축구공 모양으로 만들어 약상자에 넣어 밀무역으로 청나라에 유통시켰다. 명목상 청나라에서 아편은 약으로만 유통이 가능했기 때문이다. 인도산 아편을 중국에 판매하면 1,000배의 이익이 남을 정도로, 인도의 아편은 저렴했다. 이에, 청나라의 아편가격은 폭락하기 시작했고 사회 최하층까지 아편에 손을 대게 되면서, 사회기반이 무너지기 시작했다.
청나라의 아편 수입량은 1770년대에 연평균 200상자였다. 그러다 1838년에는 1년에 4만 상자까지 수입되기에 이르렀다. 이에 아편 중독자도 급격히 늘어났다. 1800년 이전에 3억명 중에 아편중독자가 10만명이었지만, 1839년에는 1,000만 명이 사용할 아편이 수입되었다. 참고로 아편전쟁 후에도 아편중독자는 계속 늘어나서, 20세기 초에는 4,000만 명이 아편에 중독되었다. 그리고 국민당 정부 시절에는 상하이 시의회 등 정부가 아편을 공급하기까지 했다.

### 청나라의 대응

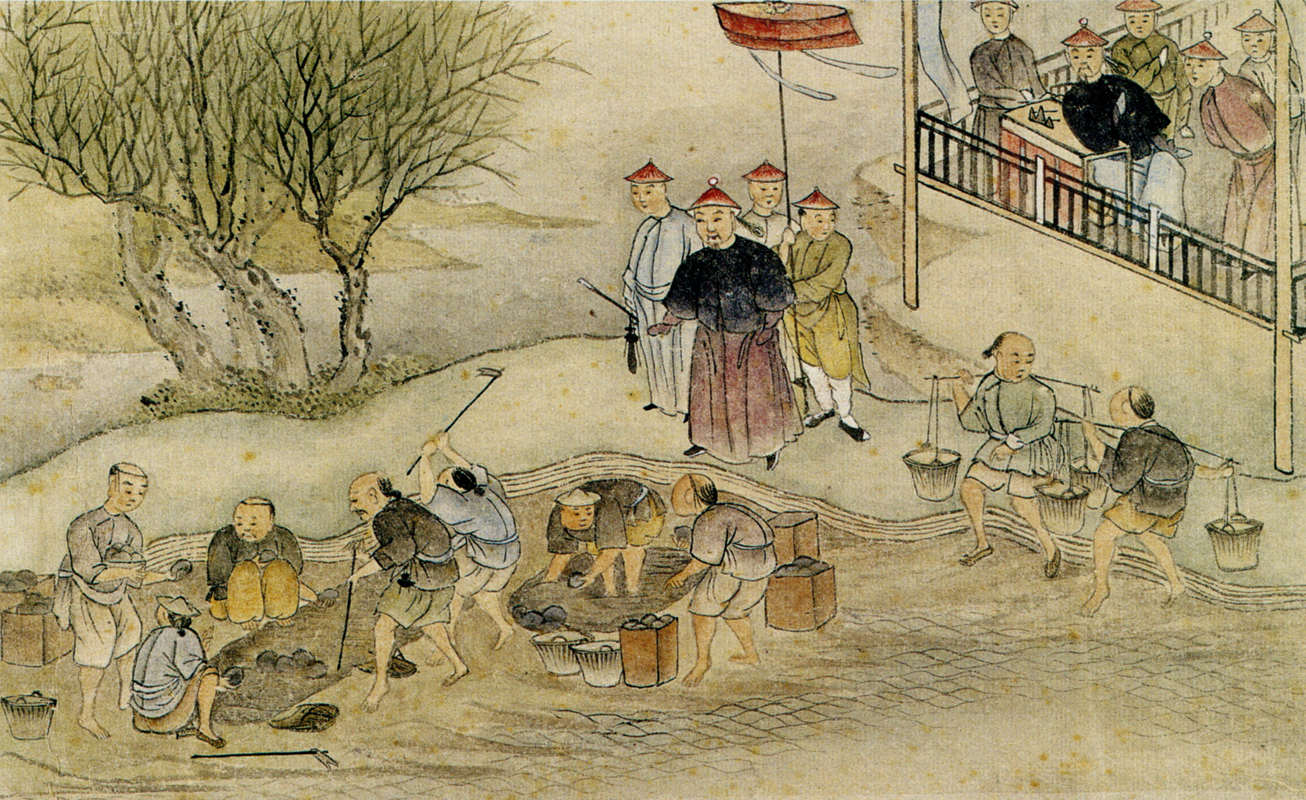
호문소연(虎門銷烟). 아편을 폐기하는 임칙서.

1838년 12월 31일 도광제는 아편문제 해결을 위해서, 임칙서를 흠차대신(欽差大臣)과 광동수사로 삼았다. 참고로 도광제는 아들 3명을 아편중독으로 잃었던 인물이다. 이때가 되면 청나라 어전회의 도중에 대신들이 아편을 피울 정도였다.
임칙서는 아편 21,306상자를 압수해 폐기하고, 마약상인 60명을 체포했다. 그리고 영국상인들에게 아편무역을 중단할 것과 아편밀매를 하면 자산을 몰수당하고 사형을 시키겠다고 했다. 그리고 영국 빅토리아 여왕에게 편지를 보내서, 자신의 행동이 어쩔 수 없었음과 아편무역에서 영국이 손을 떼도록 호소했다.

## 천비해전
임칙서가 영국 아편을 폐기한 후에, 영국 해군 수병이 중국인을 살해한 사건이 발생했다. 청나라는 마카오에서 영국인들을 추방했다.

### 제1차 천비해전
1839년 11월 3일에 중국 광동성 주강하구 호문(虎門) 해협의 입구에서 일어난 해전이다. 영국의 작은 무장상선 2척과 청나라 정크선 29척이 싸웠는데, 청나라 정크선 26척이 파괴되었다. 이에 흠차대신 임칙서는 서양화포 300문을 사서 강안포대에 배치하여 주강방어선을 구축하고, 미국제 철제 증기선까지 사들였다.

### 영국의회의 아편 전쟁 참전 가결
영국은 천비해전을 통해 청나라 군대가 형편없음을 알아챘고, 아편전쟁을 일으키기로 했다. 그러나 영국의원들 사이에서도 아편때문에 전쟁을 일으킨다는 사실이 부정적이기도 했다. 전쟁을 위한 예산 표결이 271대 262표로 가결되자, 후에 영국수상이 되는 토리당 의원 글래드스턴은 영국양심의 무게가 고작 262표냐라고 비판했다.

## 제1차 아편전쟁
1840년 6월 여름에 전쟁은 본격화 되었다. 11월에는 청나라가 영국에게 대패했다. 청나라는 임칙서를 면직시키고, 기선(琦善)에게 강화교섭을 맡겼다. 영국은 함선 48척과 군인 4,100명이 베이징의 통로인 다구(大沽)와 천진(天津)을 위협하며, 총독 기선(琦善)과 협상했다. 그러나 합의가 불발되자, 전쟁은 재개됐다.

### 제2차 천비해전
1841년 1월 7일 오전 8시에서 중국 주강 하구에서 일어난 해전이다. 영국 해군 함대가 청나라의 대형 정크선 함대를 물리치고, 임칙서가 만든 포대 11개를 무력화시켰다. 전투는 4시간 만인 정오쯤에 끝나버렸다. 영국군의 피해는 부상 38명 뿐이었지만, 청나라는 사망 277명, 부상 467명, 포로 100명이었다. 청나라 흠차대신 기선(琦善)은 아편 배상금 600만냥, 청나라의 핵심 항구 5곳 개항, 홍콩 할양 등을 포함한 '천비가조약(川鼻假條約)' 을 체결하기로 했다. 그러나 도광제는 '서양오랑캐에게 은은 하사할 수 있으나, 영토를 내어줄 수는 없다'고 하였다. 결국 기선은 재산을 몰수당하고, 귀양보내졌다.

### 난징조약
1841년 3월 15일 광저우에 청나라 백전노장인 참찬대신(參贊大臣) 양방이 왔고, 전투가 재개됐다. 청나라는 사흘만에 영국에게 전함 수십척이 침몰당하고, 대포 400문을 빼앗겼다. 양방은 서양의 눈부신 군사기술을 술법으로 여겼다. 그는 부녀자의 소변을 모으고, 호랑이 날과 시에 태어난 장수를 모았지만 소용 없었다. 3월 20일에는 영국의 압박에 밀려 도광제 몰래 통상까지 허용해줬다. 도광제는 양방의 거짓보고에 속아 승리를 하고 있다고 착각했다.
도광제는 적을 섬멸해버리라며, 위내대신 겸 어전대신이던 혁산을 내려보냈지만 연패를 거듭했다. 결국 혁산은 5월 26일 광저우성에서 영국에게 항복하였고, 청나라군을 광저우 밖 200리 이상으로 물리고 일주일 이내에 600만냥을 바치기로 하였다. 그는 자비까지 털어서 이틀이나 배상금을 빨리 납부했다. 그러나 도광제에게는 승리를 하여 성을 되찾았다고 거짓보고를 올렸다.

결국 1841년 8월에 아편전쟁은 재개되었고, 영국군 1만명은 광둥성을 초토화시키고 양쯔강으로 북상했다. 1842년 3월에는 청나라 혁산이 45,000명의 군대를 이끌고 영국군 1,000명에게 대패한다. 1842년 6월에는 상하이, 1842년 7월에는 난징의 핵심기지인 진강까지 함락되었다. 이런 상황에서 맺게 된 조약이 난징조약이다.
그 내용은 다음과 같다.

1. 홍콩을 영국에 할양한다. 

2. 광저우ㆍ상하이 등 5항(港)을 개항한다.

3. 개항장에 영사(領事)를 설치한다.

4. 전쟁배상금으로 1200만 달러와, 몰수당한 아편의 보상금으로 600만 달러를 지불한다.

5. 독점상인을 없앤다.

6. 수출입 상품에 대한 관세를 제한한다.

7. 청나라와 영국 두 나라 관리는 대등한 자격으로 교섭한다.

## 제2차 아편전쟁

### 영국의 불만
영국의 청나라에 대한 무역은 제1차 아편전쟁 후에도 여전히 아편에 의존하고 있었다. 그러나 중국이 아편의 자체생산을 늘리고, 난징조약에서 관세를 제한해준 덕분에 자유무역의 효과가 생겨 청나라 차의 영국 수출량이 오히려 증가되어 버렸다. 그리고 여전히 면직물은 청나라의 것이 품질도 좋았고 가격도 저렴했기에, 영국의 무역적자가 다시 시작되었다. 또한 광둥성에서 대영항쟁까지 전개되고 있었다.

### 애로호 사건
이런 상황에서 청나라 정부가 애로호라는 청나라 배를 단속하였다. 애로호가 해적질을 하고 다녔기 때문이다. 그런데 이 배의 선원들은 모두 청나라 사람이었지만, 선주가 영국인이었다. 영국은 청나라가 애로호 단속 과정에 영국국기를 바닥에 던져 모욕했다며, 다시 전쟁을 선언했다. 그러나 사후조사에서 영국국기는 발견되지도 않았다.
영국하원은 전쟁을 부결시켰고, 제1차 아편전쟁을 비판했던 글래드스턴(Gladston)은 정부 불신임안까지 제출했다. 그러나 수상이었던 파머스턴(Palmerston)이 하원을 해산시키고, 투표를 통과시켰다.

### 열강들의 참전
영국에 이어 프랑스도 선교사가 처형된 것을 빌미로 전쟁에 참가하기로 했다. 여기에 러시아와 미국까지도 참전의사를 밝혔다.

### 톈진조약
영국과 프랑스 군대는 광저우(廣州)를 침략한 후, 양쯔강을 거슬러 올라가면서 북상했다. 이때, 청나라에서는 태평천국운동이 일어나 남경까지 함락된 상황이라 서양군대에 적극적으로 대응하지 못했다. 이때, 러시아까지 청나라 영토 내로 진격해 들어왔다. 열강 연합군은 톈진을 점령하고, 1858년 6월 톈진조약을 맺었다. 그 내용은 다음과 같다.

1. 아편무역의 합법화

2. 전쟁배상금 지불

3. 개항 항구 확대

4. 베이징에 외국 외교관 상주 허용

5. 기독교 공인

6. 중국 노동자 수출

7. 장강 통행

8. 외국인 중국 내륙 여행 자유화

### 다구포대 전투
톈진조약이 체결되었지만, 영국군과 프랑스군은 청나라의 후속조치가 미흡하다는 핑계로 계속 진격하여 1859년 베이징 근처까지 이르렀다. 이때, 다구포대의 청나라군이 대포를 발사하여, 영국과 프랑스 함대에게 큰 피해를 입혔다. 이에 영국과 프랑스 함대는 퇴각하였다.
그러나 영국과 프랑스는 병력을 증강하여, 1860년에 영국군은 173척의 함대에 2만명, 프랑스군은 33척의 함대에 6,300명을 이끌고 되돌아왔다. 영국과 프랑스 함대는 발해만의 주요 항구를 초토화시켰고, 다구포대로 가서 복수했다. 그리고는 톈진에 상륙하여, 베이징으로 진격했다. 그러자 함풍제와 신하들은 열하로 피신했다.

### 팔리교 전투

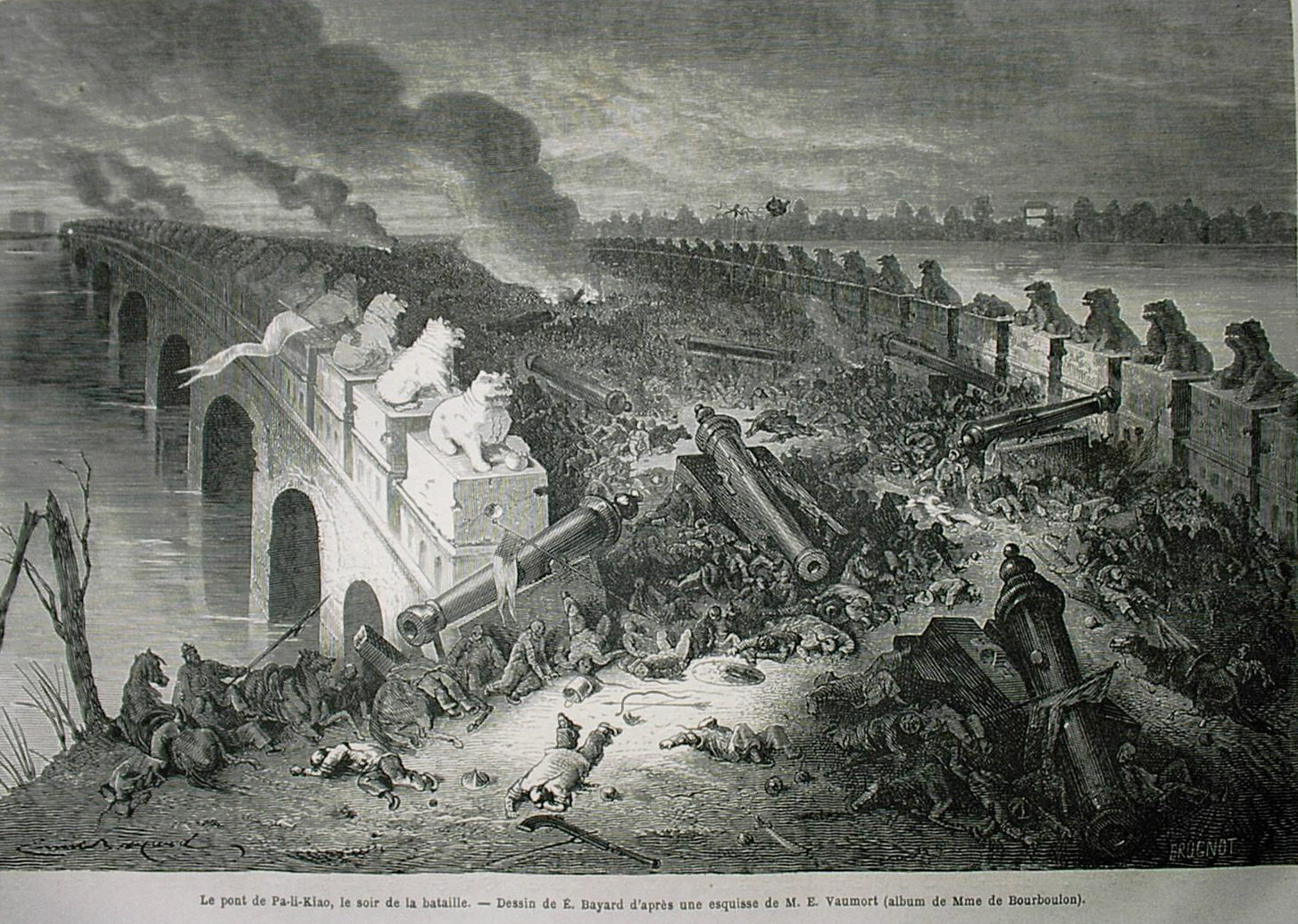
팔리교 전투

베이징에서 30리 떨어진 팔리교 방어에 나선 청나라 장수는 몽고 출신의 49세 장군 승격림심(僧格林沈)이었다. 그는 태평천국운동 반란군을 진압하며, 당시 청나라 최고의 명장으로 대접받았다. 청나라의 총 병력은 27,000명이었고, 이중에서 몽골기병이 중심이 된 기마병이 12,000명이고 보병이 15,000명이었다. 반면, 영국은 4,000명, 프랑스는 8,000명으로 청나라의 군대의 3분의 1 수준이었다. 승격림심의 기마대는 영국과 프랑스 군대를 향해 돌격했으나, 대포와 라이플 소총에 쓰러져갔다. 몇 시간 만에 전투가 끝났고, 청나라는 12,000의 기마병 중에 10,000명이 전사하고 2,000명이 살아남았다. 반면 영국군은 2명, 프랑스군은 3명이 전사하여 서양군대는 총 5명만 전사했다.

### 베이징 조약
영국군과 프랑스군은 이어서 베이징을 점령하고, 청나라 황제의 별궁인 원명원을 약탈하였다. 원명원은 청나라 황제에게 바친 진상품을 보관하는 보물창고였다. 그리고 건물을 불태워버렸다. 결국 청나라는 영국, 프랑스, 러시아와 베이징 조약을 맺었다. 텐진조약에 더하여, 개항 도시를 늘리고, 전쟁배상금도 늘어났으며, 영국에 홍콩을 할양했다. 그리고 러시아에게 연해주까지 빼앗겼다. 참고로 제2차 아편전쟁으로 얻은 청나라의 유일한 이득은 태평천국운동을 진압한 것이다. 청나라와 서양 열강이 협력하게 되자, 홍수전은 두려움에 자살하고 남경이 함락되고 태평천국은 멸망해버렸다.

## 같이 보기
- 난징 조약
- 톈진 조약
- 베이징 조약
- 애로호 사건
- 임칙서
- 홍콩
- 한석산(오석산)